# Indi arsenide
Indi arsenua, indi monoarsenua, InAs là một chất bán dẫn bao gồm indi và arsen. InAs xuất hiện của hệ tinh thể lập phương màu xám với nhiệt độ nóng chảy 942 °C.
Indi arsenua được dùng để chế các cảm biến hồng ngoại cho phạm vi bước sóng 1–3.8 µm. Các cảm biến thường là các photodiod quang điện. Các đầu dò làm lạnh bằng nước lạnh thì có độ ồn thấp hơn, tuy nhiên cảm biến InAs cũng có thể được sử dụng trong các ứng dụng công suất cao hơn ở nhiệt độ phòng. Indi arsenua cũng được sử dụng để chế tạo Điốt laser.